# Campionati mondiali di pentathlon moderno 1961
I campionati mondiali di pentathlon moderno 1961 si sono svolti a Mosca, in Russia. Si sono disputate le gare maschili individuali ed a squadre.

## Risultati

### Maschili
| Evento      | Oro                                                         | Argento                                       | Bronzo                                              |
| Individuale | Igor' Novikov                                               | Ivan Derjugin                                 | András Balczó                                       |
| A squadre   | Unione Sovietica Igor' Novikov Ivan Derjugin Boris Pachomov | Ungheria András Balczó Imre Nagy Ferenc Török | Stati Uniti Robert Beck Allan Jackson Richard Stohl |

## Medagliere
| Posizione | Paese            |   |   |   | Totale |
| --------- | ---------------- | - | - | - | ------ |
| 1         | Unione Sovietica | 2 | 1 | 0 | 3      |
| 2         | Ungheria         | 0 | 1 | 1 | 2      |
| 3         | Stati Uniti      | 0 | 0 | 1 | 1      |
| Totale    | Totale           | 2 | 2 | 2 | 6      |